# Book of Sports

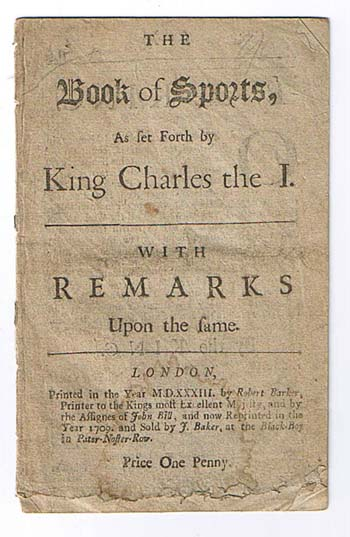
Book of Sports, Nachdruck 1803

Das Book of Sports, eigentlich Declaration of Sports, ist ein Erlass König Jakobs I. von England, in dem er feststellte, welche Arten von Kurzweil (das ist der zeitgenössische Sinn von sports) am Sonntag nach dem Besuch des Gottesdienstes den Untertanen erlaubt waren. Zunächst 1617 regional für Lancashire in Kraft gesetzt und 1618 für ganz England, wurde der Erlass von Karl I. 1633 mit leicht verändertem Text erneuert. Er sollte nun in allen Pfarrkirchen öffentlich verlesen werden. 

## Kontext
Der Puritanismus war während der Regierungszeit Jakobs I. mit der traditionellen dörflichen Festkultur immer stärker in Konflikt geraten. Die Puritaner forderten strikte Sonntagsheiligung: nach dem Gottesdienst sollte der Rest des Tages mit religiöser Lektüre, Gesprächen und Taten der Nächstenliebe verbracht werden. Üblich waren aber im ländlichen England an Sonntagen wie auch Heiligenfesten sportliche Wettkämpfe, Tanz, Alkoholgenuss, Maskeraden und Spiele aller Art (Kartenspiele, Hahnenkämpfe, Bärenhatz usw.). Nachdem der König öffentlich für die Dorfbevölkerung Partei ergriff, eskalierte die Auseinandersetzung.

## Inhalt
Jakob I. erlaubte den Untertanen sportliche Wettkämpfe und einige (nicht alle) Formen der traditionellen Geselligkeit am Sonntagnachmittag. Der Gottesdienstbesuch am Vormittag war Bedingung für diese Festivitäten. Der König argumentierte so:
- Das Verbot beliebter Freizeitbeschäftigungen nehme die Menschen gegen den Protestantismus ein, da diese von ihnen geschätzten Tätigkeiten dann als katholisch gelten würden;
- Sportliche Ertüchtigung habe für den Staat Vorteile, denn sie sei eine Vorbereitung für den Kriegsdienst;
- Sportliche Wettkämpfe seien eine bessere Alternative als der Besuch von Wirtshäusern mit übermäßigem Alkoholkonsum.

Ausdrücklich genannt wurden im Book of Sports Tanz, Bogenschießen, Weitsprung, Hochsprung, May-Games, Whitson Ales und Moriskentanz, sowie das Aufstellen von Maibäumen und damit verbundene Spiele.

## Rezeption

Verbrennung des „Book of Sports“ (Declaration of Sports) durch englische Protestanten (um 1618)

Schon die Veröffentlichung 1617 und 1618 war von den Puritanern als Angriff auf ihren Lebensstil gewertet worden. 1633/34 fiel die erneute Veröffentlichung zusammen mit der Kirchenpolitik William Lauds als Erzbischof von Canterbury, dessen liturgische Reformen als Rückkehr zum Katholizismus kritisiert wurden und höchst umstritten waren. Pfarrer, die sich weigerten, das Book of Sports zu verlesen, waren Sanktionen ausgesetzt. Umgekehrt wurde das Book of Sports nach Beginn des englischen Bürgerkriegs 1644 zum Ziel puritanischer Gesetzgebung: Das Parlament ordnete an, alle Exemplare zu konfiszieren und öffentlich zu verbrennen.